# Tito Manlio
Tito Manlio (RV 738) és un dramma per musica en tres actes amb música d'Antonio Vivaldi i llibret en italià de Matteo Noris, escrita amb motivo de les celebracions del matrimoni del governador imperial de Màntua, Felip de Hesse-Darmstadt amb Eleonora de Guastalla, vídua del Gran Duc de Toscana. Tot i que la boda finalment no va tenir llocs, l'òpera es va estrenar al Teatre Arxiducal de Màntua el 20 de febrer de 1719. L'òpera narra la història de Tit Manli, cònsol de Roma, i el conflicte a la regió del Laci.
En contra del costum tan estès entre los compositors de l'època, en aquesta òpera només 7 dels 41 números musicals s'han identificat com a fragments d'òperes anteriors.
Avui dia és una obra que es representa poc: a les estadístiques d'Operabase només compta amb 3 representacions en el període 2005-2010.
El compositor Pietro Giuseppe Gaetano Boni, també va compondre una òpera amb el mateix títol sobre aquest personatge.